# Iris spuria subsp. maritima
Sous-espèce
Classification phylogénétique
L'iris maritime, Iris spuria subsp. maritima, est une plante appartenant au genre Iris et à la famille des iridacées. Ses fleurs sont violettes ou bleues, inodores. C'est une plante méditerranéenne et Atlantique de prairies humides, marais et coteaux calcaires du littoral.

## Description

### Écologie et habitat
Plante vivace à rhizome elle apprécie les prairies humides et coteaux surtout maritimes de la Provence, du Languedoc, du Roussillon, de la Charente-Maritime et de la Vendée.
La floraison a lieu de mai à juin.
- Pollinisation : entomogame
- Dissémination : barochore

### Morphologie florale
Iris Spuria possède 3 étamines dont les anthères sont sagitées et extrorses, ainsi que 3 pétales et 3 sépales.

### Fruit et graines
Le fruit est une capsule à trois loges comportant de nombreuses graines.